# オリエンタル中村百貨店
オリエンタル中村百貨店（オリエンタルなかむらひゃっかてん）は、かつて愛知県名古屋市中区栄にあった日本の百貨店、およびその運営会社である。通称はオリエンタル中村。

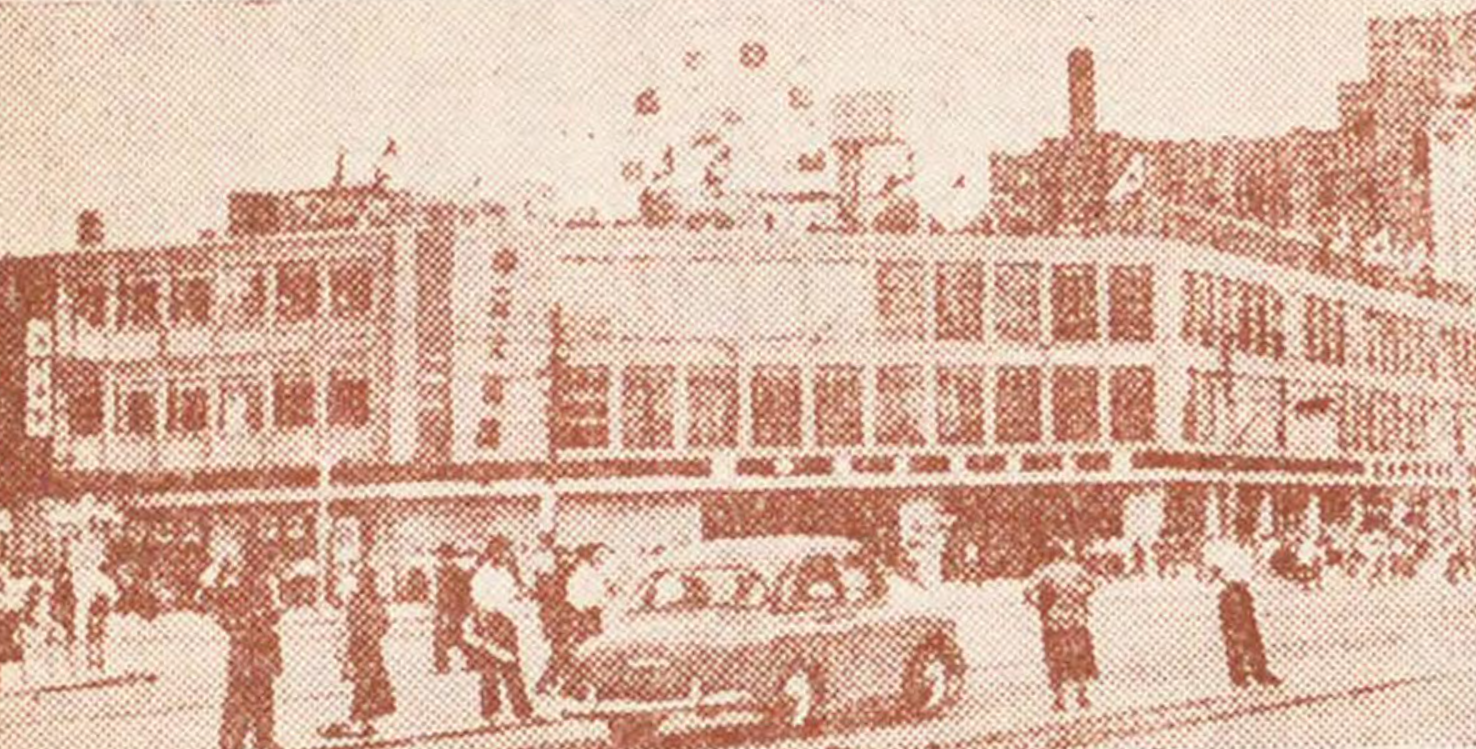
3階建時代のオリエンタル中村百貨店（1956年）

百貨店としては1954年（昭和29年）から1980年（昭和55年）まで存在した。法人としては社名を名古屋三越百貨店や名古屋三越に変え、2003年（平成15年）まで存続した。広告などで使用されたキャッチフレーズは「天に星 地に花 人に愛」。1975年（昭和50年）まで中京テレビで放送された『土曜ショー』のローカルスポンサーだった。子会社のスーパーマーケットとしてサンナカムラがあった。

## 歴史

### 中村呉服店

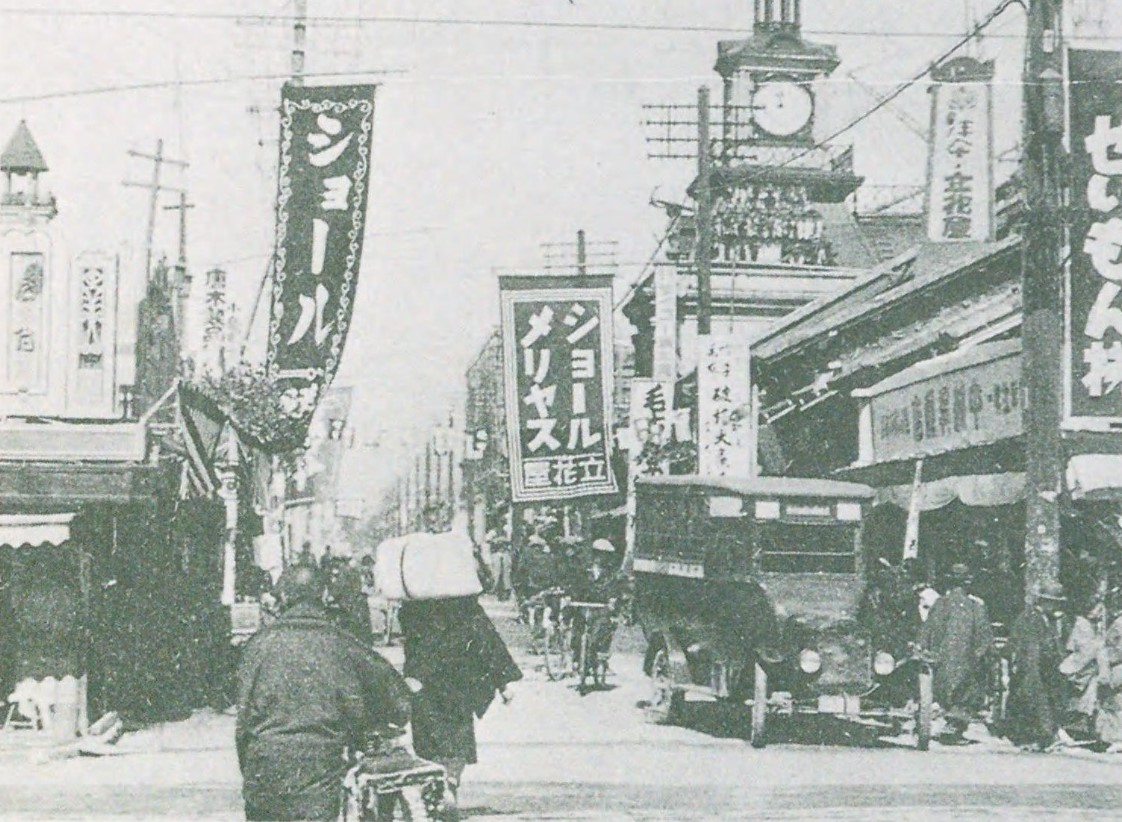
中村呉服店（右端）があった本町通り（大正中期）

中村家は尾張国丹羽郡加納馬場村（現・愛知県一宮市）で農業を営んでいたが、初代中村嘉兵衛は名古屋城下の中市場町（現・名古屋市中区丸の内3丁目など）に呉服店を開店させた。
初代中村嘉兵衛の死去後の1869年（明治2年）、2代目中村嘉兵衛は店舗を名古屋市広小路本町角（現在の三菱UFJ銀行名古屋ビル所在地）に移し、中村呉服店を創業した。周辺は広小路でも特に賑やかな場所であり、東隣には料亭の鯛めし、さらに東には喫茶店兼料理店の不二家があった。
1877年（明治10年）には中村鍵太郎が3代目中村嘉兵衛を襲名したが、3代目は原産地から直接仕入れることによって安売りを実現し、商品を買わずに見るだけの客も大事にした。覚王山日泰寺には3代目の顕彰碑が建立されている。
3代目の弟の孫である健次郎は中野家に養子に入ったが、1910年（明治43年）には14歳の中野健次郎を再び中村家の養子に迎え、中村健次郎が4代目中村嘉兵衛を襲名した。4代目は1916年（大正5年）に合資会社を設立して初代社長に就任したが、1929年（昭和4年）には33歳の若さで死去した。暫定的に4代目の妻である中村とし子が社長に就任して営業を続けたが、1930年（昭和5年）には株式会社が設立され、中村とし子の兄である松居庄七が初代社長に就任した。

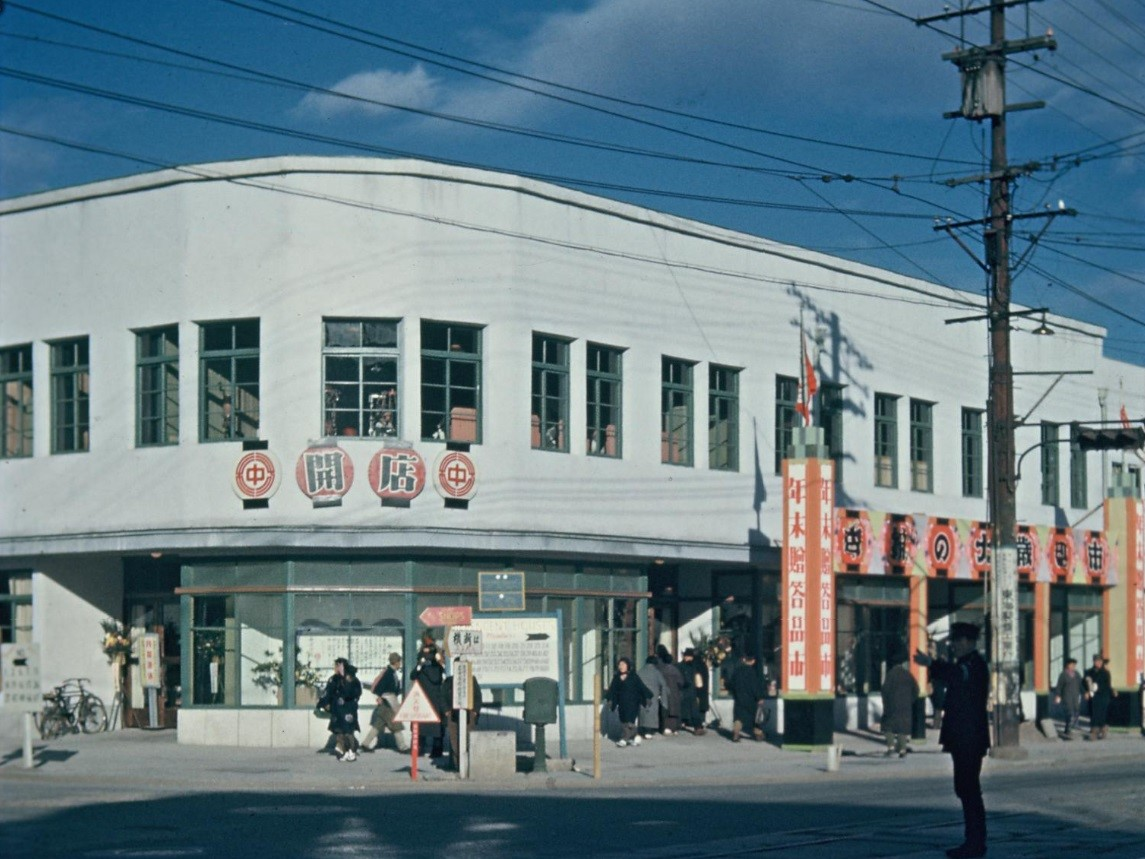
移転前の中村百貨店（1946年-1947年）

1940年（昭和15年）には3階建で床面積500坪の新店舗が完成し、1階では実用呉服・洋品・婦人服、2階では婚礼衣裳・高級呉服・寝具などを販売、3階は食堂・催事場とした。1945年（昭和20年）3月12日の名古屋空襲によって店舗が全焼した。
終戦直後には進駐軍相手に土産物を販売し、市民に対しては鍋や釜などの日用品を販売した。1946年（昭和21年）12月には木造2階建で床面積200坪の新店舗が完成した。1948年（昭和23年）には松居庄七の長男である松居修造が社長に就任した。1951年（昭和26年）には鉄骨造3階建の新店舗に建て替えた。1953年（昭和28年）にも増築して800坪の店舗となった。しかしこの頃には、名古屋の人の流れの中心が本町広小路から栄に移っていた。

### オリエンタル中村百貨店
1954年（昭和29年）2月16日、資本金6000万円で株式会社オリエンタル中村百貨店が設立された。5月には名古屋市中区栄のオリエンタルビル（現在の名古屋三越栄店所在地）に移転し、百貨店業態のオリエンタル中村百貨店が開店した。本町角にあった旧店舗は東海銀行に売却した。食品メーカーのオリエンタルや北海道釧路市のオリエンタルデパートとは無関係である。
1956年（昭和31年）には店舗を3階建から7階建に増築した。なお、百貨店の新築・増築に際して通産大臣の許可を必要とする百貨店法が施行されたのは同年のことである。松坂屋、丸栄、名鉄百貨店とともに、名古屋の4大百貨店と並び称されていた。1969年（昭和44年）には三越と業務提携した。1971年（昭和46年）11月、店舗外壁に岡本太郎製作の壁面レリーフ「花・星・人」が設置された。高さ14m×幅32mの巨大レリーフであり、夜間にはライトアップされていた。このレリーフの図案はオリエンタル中村百貨店のショッピングバッグやパッケージなどにも採用されている。
1974年（昭和49年）、名古屋市千種区星が丘元町 に星ヶ丘店が開店し、栄の店舗は栄店となった。栄店・星ヶ丘店ともに名古屋市営地下鉄東山線沿線にある。事業不振によって、1977年（昭和52年）5月には三越がオリエンタル中村百貨店の持ち株を買収して三越傘下に入るが、オーナーの中村家とオリエンタルビルは14%の株式を保持した。岡本太郎の同意を得たうえで壁面レリーフが取り壊され、代わりに三越の丸越マークが取り付けられた。

### （初代）名古屋三越

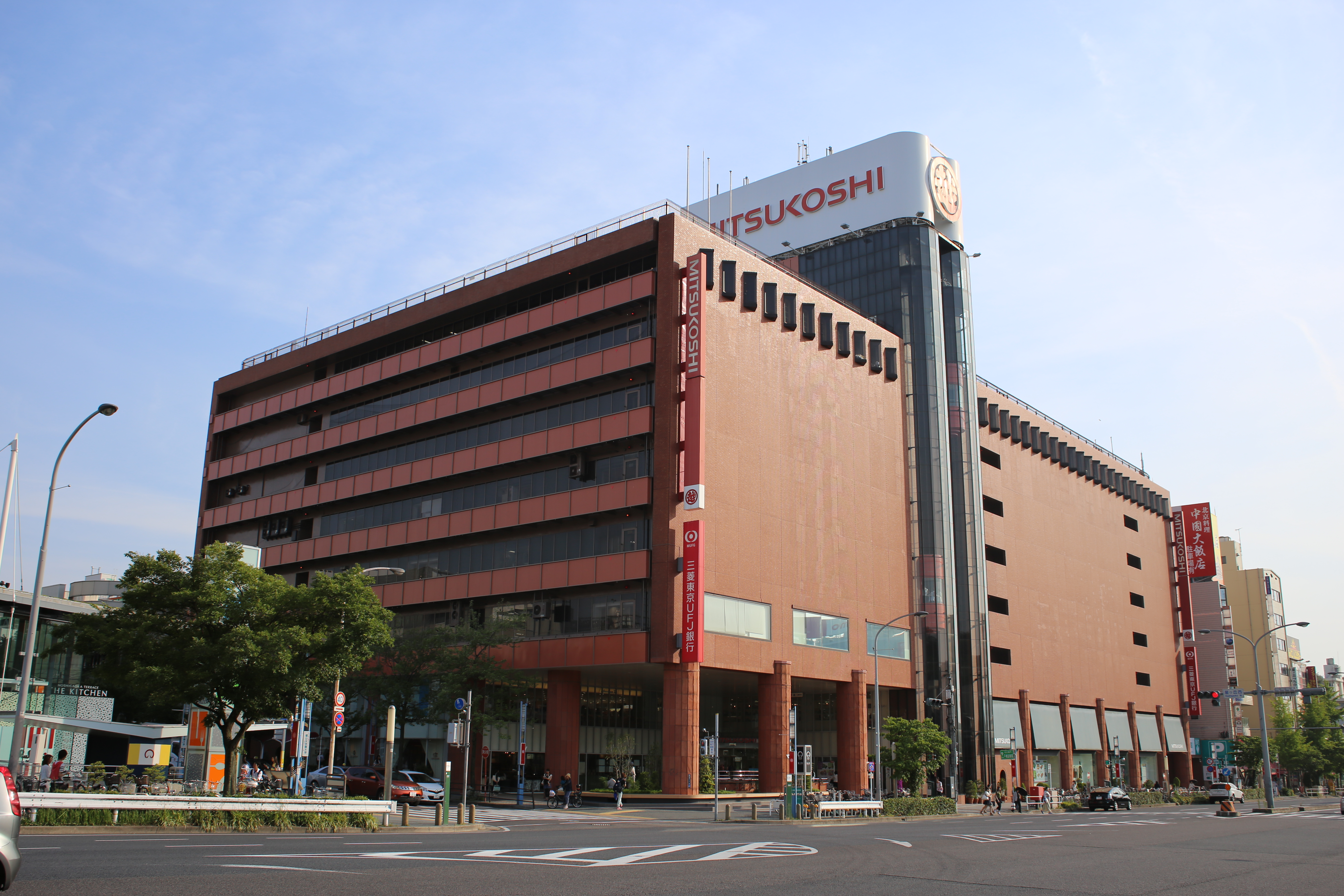
星ヶ丘三越（オリエンタル中村星ヶ丘店の後継）

1980年（昭和55年）10月に社名を名古屋三越百貨店に変更し、それとともに店名もオリエンタル中村から名古屋三越に改称した。松坂屋、丸栄、名鉄百貨店とともに頭文字がMだったことから、以後は併せて4Mの愛称で親しまれる。
1987年（昭和62年）3月には新潟三越百貨店を併合した。1990年（平成2年）5月には金沢店を開業させたが、1999年（平成11年）10月31には金沢店を閉店させている。1991年（平成3年）には社名を（初代）名古屋三越に改称した。
2003年（平成15年）9月1日、三越の関連会社の整理統合によって、関連4社とともに新設合併によって株式会社三越が発足し、運営会社の名古屋三越の法人格は消滅した。店舗は三越伊勢丹ホールディングス傘下の名古屋三越栄店および星ヶ丘店（星ヶ丘三越）となっている。

### （2代目）名古屋三越
2009年（平成21年）10月1日 - 三越伊勢丹ホールディングスの地方支店8店舗の経営合理化政策の一環として、株式会社名古屋三越として分社化された（2代目名古屋三越）。2010年（平成22年）4月1日から2代目名古屋三越が栄店、栄店専門館ラシック、星ヶ丘店を継承して運営を行っている。

## 施設

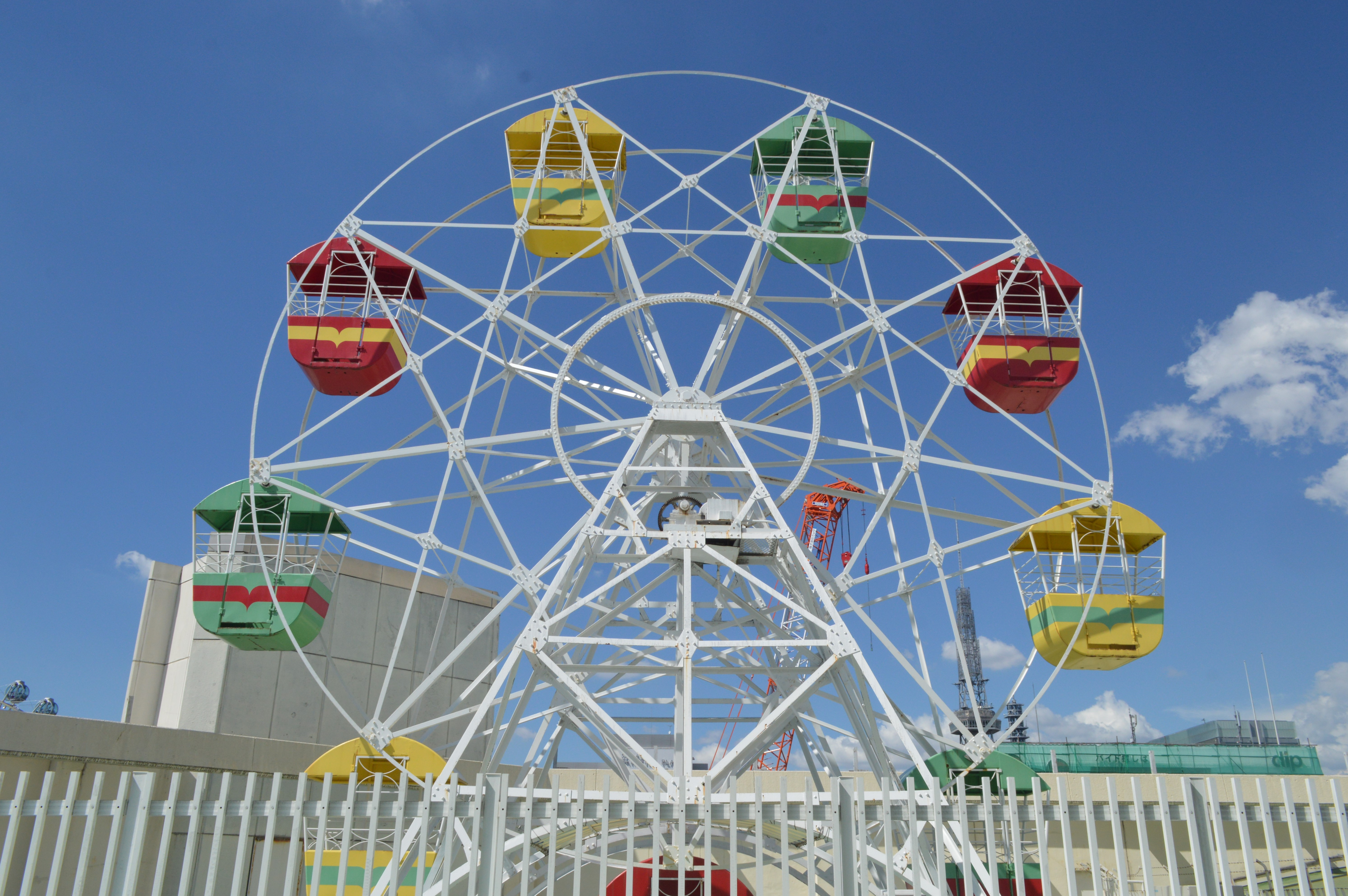
オリエンタルビル屋上観覧車

本店正面玄関前にはカンガルーの像がおかれ、栄における待ち合わせスポットとして有名であった。三越傘下に入った後、カンガルー像はライオン像に置き換えられた。カンガルー像は屋上遊園地に移設されて保存されている。

### 屋上観覧車
1954年（昭和29年）5月には屋上遊園地に日本初の屋上観覧車が設置された。1956年（昭和31年）10月6日、3階建から7階建に増築された際に2代目の観覧車が設置された。2005年（平成17年）7月20日に営業運転を終了した。2007年（平成19年）7月31日には国の登録有形文化財に登録された。

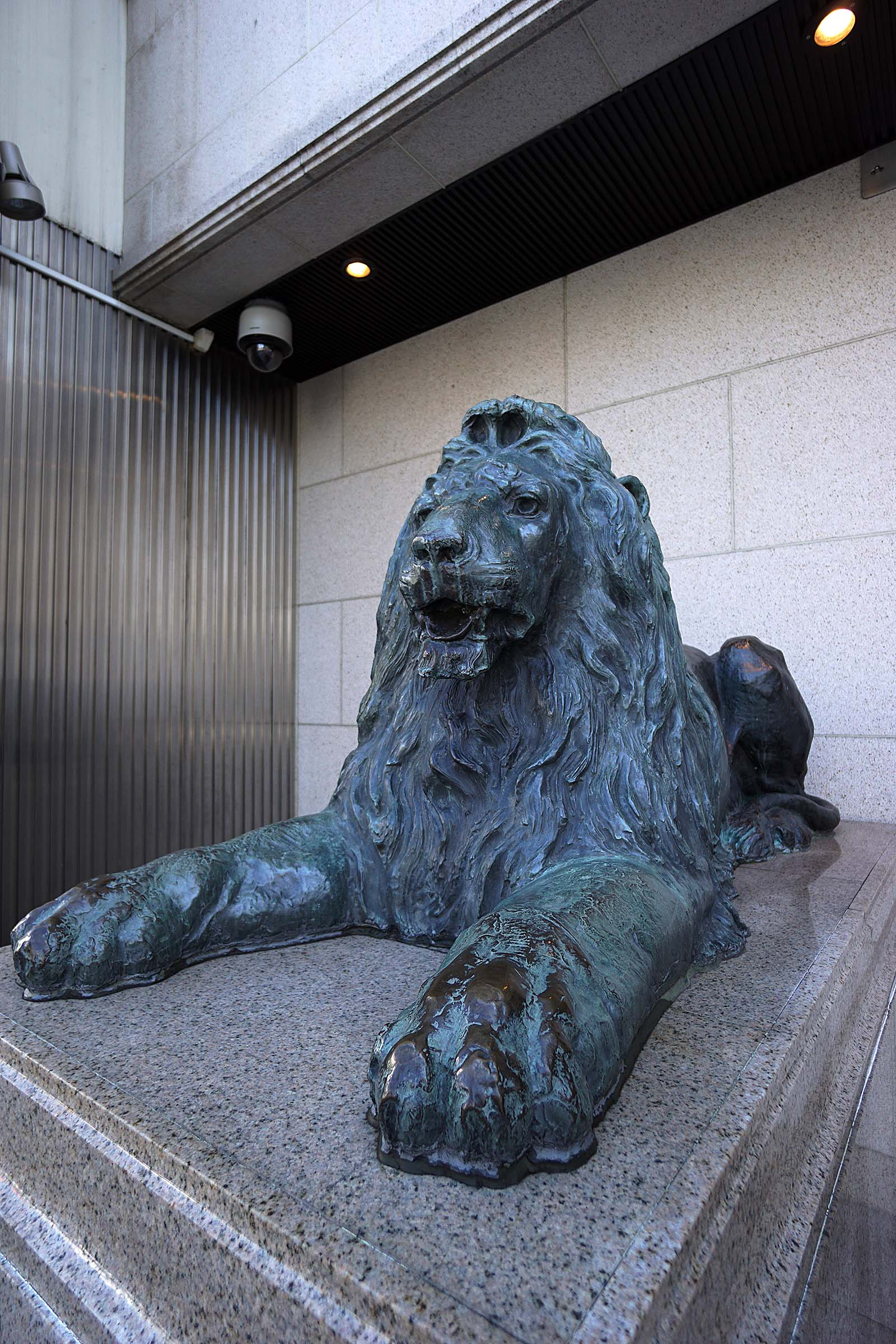
ライオン像